# Скейт парк
Скейт парк (или скейтпарк) (на английски: skatepark, от skateboard и park) е площадка с изградени съоръжения за създаване и усъвършенстване на уменията за каране на скейтборд.
Някои паркове са обществени, но има и частни като TRIP и др. Първите паркове възникват през 1970-те години, но добиват широка популярност едва в края на 20 век.
В скейт парка има специални рампи, на които се правят трикове. Освен за скейтборд, те могат да бъдат използвани и за други екстремни спортове – каране на велосипеди, ролкови кънки и др. Също така е задължително да се носи каска на съоръженията.
Има няколко вида рампи, рейлове, стълби, банки, гапове и т.н.